# Martyre de la pureté

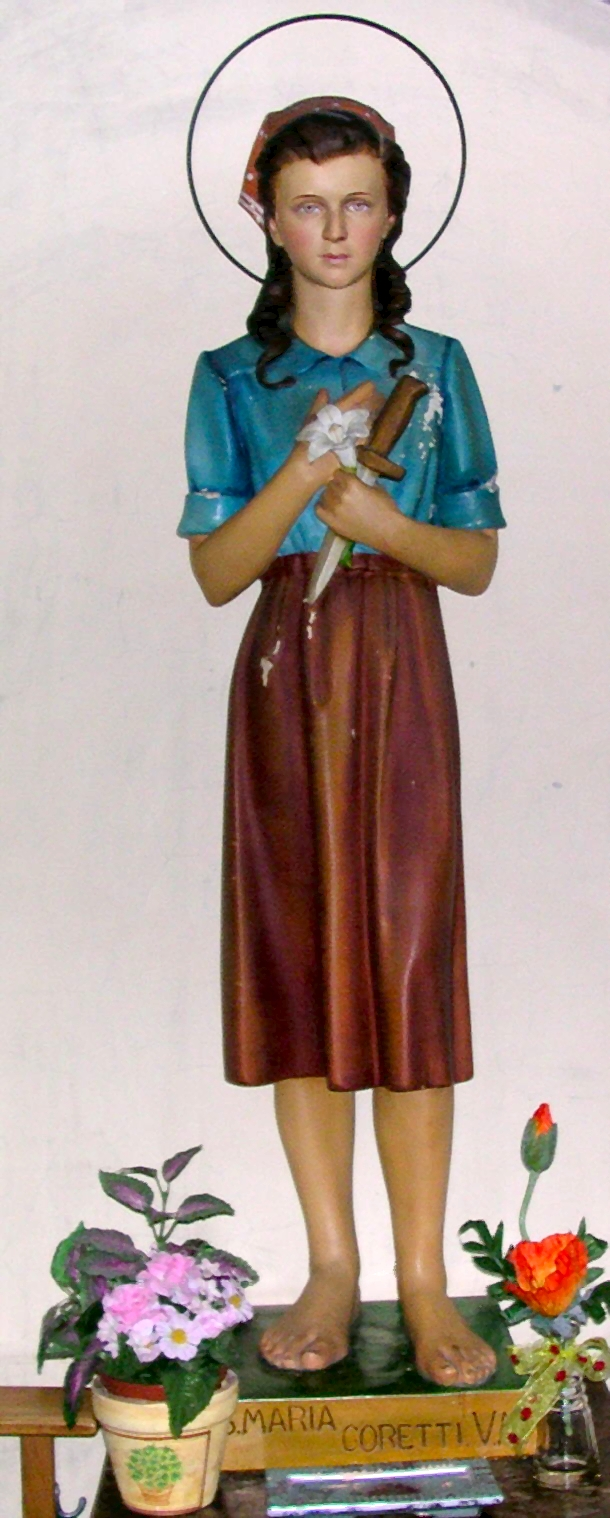
Statue de Maria Goretti, collégiale Saint-Martin et Saint-Hadelin, Visé (Belgique).

Martyre de la pureté est un terme approuvé par l'Église catholique pour désigner les vierge martyres.
En général, il s'applique aux saintes et bienheureuses préférant rester fidèles à leur foi que céder à la concupiscence de leur bourreau ; elles sont souvent mortes très jeunes.

## Historique
Le terme est employé dès les premiers siècles chrétiens, comme idéal féminin de vie évangélique, en corrélation avec le renoncement monastique à la vie dans le monde.
Dans la foi catholique, il y a « martyr » (ce qui veut dire « témoin » en grec) en cas de mort si celle-ci est une volonté de persévérer dans le témoignage rendu à Jésus-Christ et de l'Évangile. Selon Helmut Moll, le martyre de la pureté est considéré comme tel car

« le corps n’est pas une marchandise, c’est le Temple de l’Esprit. »

Celui qui fait violence au corps d’un être « s’attaque à sa personne même », à son intériorité même. Ainsi, sainte Dymphne est décapitée par son père qui voulait l'épouser ou sainte Solange (fêtée le 10 mai), petite bergère se refusant à Bernard de Gothie, comte de Poitiers, décapitée par le même et patronne du Berry.

## Nature de ce martyr
L'expression est par exemple employée à propos de Maria Goretti, jeune fille de onze ans qui a dit à son agresseur qui cherchait à la violer : « Alessandro, Dieu ne veut pas ces choses-là ! Si tu fais cela tu iras en enfer ! »
C'est le pape Pie XII qui emploie cette expression pour décrire la force de son témoignage chrétien : elle est « petite et douce martyre de la pureté ».
Ce terme de « pureté » est directement lié au martyr, plutôt qu'à l'absence de relations sexuelles qui s'exprimerait alors par le terme de « virginité ». C'est un martyr de persévérance dans l'éthique sexuelle de l’Église sur le corps et la chasteté, que relève la force du témoignage donné par Maria Goretti à son agresseur.
Par le témoignage de Maria Goretti qui affirme la malice du viol, l'Eglise rappelle la vocation de tout humain à vivre la chasteté et la pudeur qui protège le mystère de la personne humaine et de son intimité. Cette « chasteté » est définie comme le respect de l'autre et de soi comme des sujets libres et non des objets réduits au plaisir, dans une disposition intérieure de préservation active de son innocence et de la maîtrise des pulsions. Depuis la théologie du corps (1979-1984) développée par Jean-Paul II, la « chasteté » s'est enrichie d'une compréhension intégrée à la personnalité. Dans cette perspective, le Catéchisme de l'Église Catholique qu'il a fait publier, il définit la chasteté comme « l'intégration réussie de la sexualité dans la personne et par là l'unité intérieure de l'homme dans son être corporel et spirituel ».
Le martyre de la pureté est donc le témoignage rendu à l'humanité créée par Dieu :
- par le respect de la personne dans son intégralité,
- et par la respect de l'intégrité du don du corps dans une sexualité humanisée,

en vue d'accomplir et épanouir la personne humaine.
Le martyr de pureté manifeste un parcours d'humanisation de la sexualité humaine, et en un sens, décrit la chasteté à rechercher et à pratiquer comme une vertu tirée de la dignité intrinsèque du corps féminin comme du masculin.
L'exemple de Maria Goretti est éloquent de cette articulation entre éthique sexuelle transmisse par l’Église catholique, et la sainteté d'en témoigner jusqu'au martyr.

## Importance de la virginité

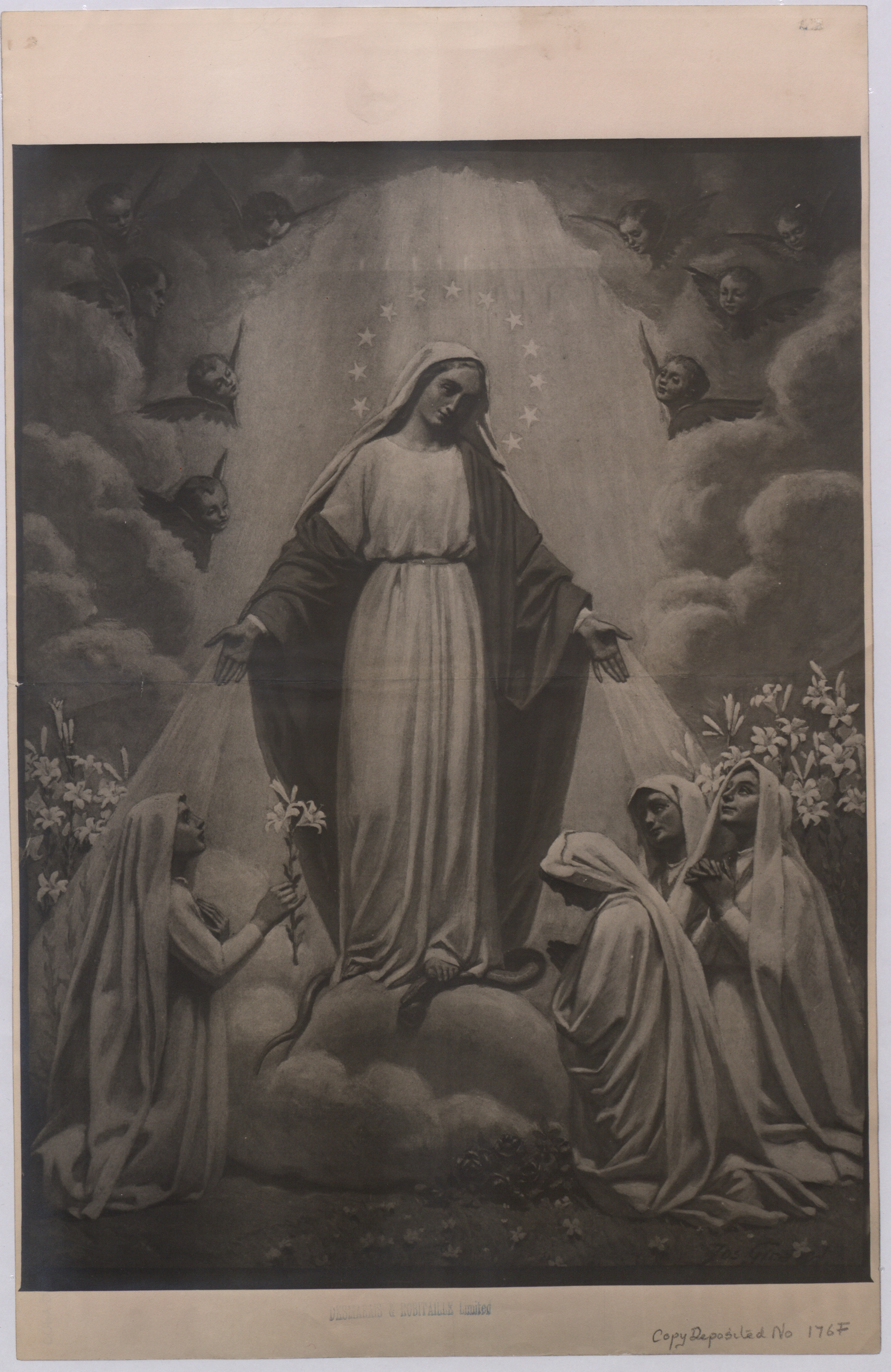
Image représentant la Vierge Marie avec un groupe de jeunes filles consacrées tenant le lys, symbole de pureté.

Au cours des siècles, l’Église catholique a canonisé quelques veuves à la vie exemplaire, entrées au couvent à la mort de leur mari, la vie monastique étant considérée comme une garantie de chasteté. Ce groupe de pieuses femmes est cependant limité face à celui des vierges qui représentent environ les trois quarts des saintes et autres bienheureuses. La catégorie des vierges, dans le classement officiel des saints, regroupe exclusivement des femmes, historiquement, ceci vient du fait que celles-ci étaient souvent martyrisées, ou se retiraient du monde, à cause de leur refus d'un mariage forcé.
L'idéal de la femme chrétienne vu par les théologiens de l’Antiquité chrétienne et du haut Moyen Âge est la femme qui dispose librement de son corps, soit pour le mariage avec un homme qu'elle a sinon choisi, du moins accepté, soit pour le garder exempt de toute relation sexuelle, dans un but d'élévation spirituelle (mariage mystique).
Pour éviter certains raccourcis, il faut préciser que les relations sexuelles sous contraintes (viol) sans consentement de la part de la victime, ne remettent pas en question — pour la foi chrétienne — la virginité, qui est avant tout liée à une disposition intérieure et une détermination sans faille de la volonté : sous l'Empire romain, il était interdit de mettre à mort une vierge, et les martyres chrétiennes étaient systématiquement[réf. nécessaire] violées par leurs geôliers. Elles sont néanmoins vénérées comme vierges au même titre que les autres personnes saintes, femmes ou hommes, n'ayant jamais eu de relations sexuelles.

## Martyres de la pureté
- Agnès de Rome, morte martyre en 303. Fêtée le 21 janvier
- Philomène, princesse grecque martyrisée à l'âge de 13 ans, sous l'empereur Dioclétien. Fête facultative le 18 août.
- Noyale de Pontivy, morte décapitée, vierge et martyre au VIe siècle, fête le 6 juillet
- Dymphne de Geel, irlandaise, exécutée sommairement (VIIe siècle)
- Solange de Bourges, exécutée sommairement en 875 ou en 878
- Béline, morte en 1380 (ou 1135[4]). Fêtée le 8 septembre[5] et le 19 février localement.
- Maria Goretti, italienne, assassinée en 1902, canonisée en 1950
- Caroline Kózka, polonaise, exécutée sommairement en 1914, béatifiée en 1987 [6]
- Albertine Berkenbrock, brésilienne, assassinée en 1931, béatifiée en 2007
- Antonia Mesina, italienne, assassinée en 1935, béatifiée en 1987
- Benigna Cardoso da Silva, brésilienne, assassinée en 1941, béatifiée en 2022
- Teresa Bracco, italienne, exécutée sommairement en 1944, béatifiée en 1998
- Anna Kolesárová, slovaque, assassinée en 1944, béatifiée en 2018
- Pierina Morosini, italienne, assassinée en 1957, béatifiée en 1989
- Veronica Antal, roumaine, assassinée en 1958, béatifiée en 2018
- Marie-Clémentine Anuarite Nengapeta, zaïroise, exécutée sommairement en 1964, béatifiée en 1985
- Isabel Cristina, brésilienne, assassinée en 1982, béatifiée en 2022
- Lindalva Justo de Oliveira, religieuse brésilienne, assassinée en 1993, béatifiée en 2008
- Santa Scorese, italienne, assassinée en 1991[7].